# Percival James Patterson
Percival James Patterson conocido como P. J. Patterson (Parroquia de Hanover, 10 de abril de 1935) es un político jamaicano. Primer ministro desde 1992 hasta 2006, siendo el primer afrodescendiente en ocupar dicho cargo de la historia de Jamaica. Durante su gobierno realizó una política de izquierda y de integración con el Caricom.
Criticó la actuación del Presidente de Estados Unidos George W. Bush en Haití, por la expulsión del presidente de ese país Jean-Bertrand Aristide (véase: Crisis de Haití 2004). Patterson consiguió que Jamaica fuera el primer país del Caribe que firmó el acuerdo energético Petrocaribe promovido por el presidente venezolano Hugo Chávez.
Patterson fue sucedido en el cargo de primer ministro por Portia Simpson-Miller el 30 de marzo de 2006, siendo su gobierno el más longevo de la historia jamaicana.
En marzo de 2006, se retiró de todos sus posiciones. Se casó con Shirley Field-Ridley († 1982) con quien tuvo dos hijos, Richard y Sharon.